# Yohann Diniz
Yohann Diniz, född 1 januari 1978, är en fransk gångare.
Diniz vann guld på 50 km gång vid EM i friidrott 2006 och EM i friidrott 2010. Vid VM 2007 slutade han på andra platsen på samma distans.